# Carl Beck (Oberamtmann)
Carl Beck (* 10. Mai 1785 in Kreuznach; † 15. Januar 1849 in Heidelberg) war ein badischer Oberamtmann.

## Leben
Beck war 1809 Rechtskandidat. Von 1819 bis 1822 war er Assessor am Bezirksamt Endingen und am Landamt Heidelberg. 1822 wurde er Amtmann und 1825 Amtsvorstand im Bezirksamt Buchen. 1827 wechselte er an das Bezirksamt Weinheim, wo er 1835 Oberamtmann wurde. 1839 wechselte er an das Bezirksamt Wiesloch als Amtsvorstand. 1843 wurde er in den Ruhestand versetzt.